# Лаура (сорт картофи)
Лаура (Laura) е немски средноранен сорт картофи, създаден през 1989 г. За първи път е признат през 1998 г. в Австрия. Съдържа малко количество антоциани. От него идва виолетовата кожица, но месото е жълто. Картофът е с високо съдържание на нишесте. Формира клубени с овално-продълговата форма и с плитки очи. Има висока устойчивост на краста, листен вирус PLRV, картофен вирус А, картофен вирус Y. Податлив е на рак по картофите и картофените цистообразуващи нематоди.